# Domov aneb Kam směřuje naše cesta
Domov aneb Kam směřuje naše cesta (francouzsky Home) je environmentální dokumentární film z roku 2009 francouzského fotografa Yanna Arthuse-Bertranda. Film je složen ze záběrů na různé scenérie planety Země v nejrůznějších místech a po celou dobu ho doprovází komentář, který na zobrazovaných scenériích ukazuje krásu přírody a vztah člověka k ní včetně negativních dopadů. Film byl nadabován do mnoha jazyků včetně češtiny, kterou daboval Zdeněk Svěrák a další verzi Alfréd Strejček.